# 2010–2011-es férfi EHF-kupa
A 2010–2011-es férfi EHF-kupa az európai férfi kézilabda-klubcsapatok második legrangosabb tornájának 30. kiírása. Ide azok a csapatok jutottak be, amelyek hazájuk bajnokságában a második helyén, vagy amelyek az EHF-bajnokok ligája csoportkörének harmadik helyén végeztek.

## Lebonyolítás
A sorozat hét körből áll, a döntővel együtt. Az első körtől kezdődően a döntőig oda-visszavágós alapon zajlanak a küzdelmek.

## Első kör

### Eredmények
| 1. csapat                          | Össz. | 2. csapat               | 1. mérk. | 2. mérk. |
| ---------------------------------- | ----- | ----------------------- | -------- | -------- |
| MŠK Hlohovec                       | 45–50 | HC Dukla Praha          | 22–18    | 23–32    |
| United HC Tongeren                 | 69–40 | Teknoelektronica Teramo | 36–21    | 33–19    |
| RK Metaloplastika Zorka Keramika   | 71–55 | HC Neistin              | 37–25    | 34–30    |
| HB Dudelange                       | 58–40 | KH Kastrioti            | 30–17    | 28–23    |
| A.C. "Latsia" Kentriki Asfalistiki | 35–66 | S.P.E Strovolos         | 19–28    | 16–38    |
| A.C. Filippos Verias               | 55–61 | Handball Esch           | 25–28    | 30–33    |
| Hapoel Rishon Le Zion              | 92–56 | "GSAU Tbilisi" Tbilisi  | 50–32    | 42–24    |

| 2010. szeptember 4. 18:00 | MŠK Hlohovec | 22 – 18     | HC Dukla Praha | Galgóc Nézőszám: 1100 Játékvezetők: Brkic, Jusufhodzic (osztrákok) |
| 2010. szeptember 4. 18:00 | Strapko 9    | (10 – 10)   | Polasek 4      | Galgóc Nézőszám: 1100 Játékvezetők: Brkic, Jusufhodzic (osztrákok) |
| 2010. szeptember 4. 18:00 | 4× 2×        | Jegyzőkönyv | 5× 3× 1×       | Galgóc Nézőszám: 1100 Játékvezetők: Brkic, Jusufhodzic (osztrákok) |

| 2010. szeptember 12. 16:30 | HC Dukla Praha | 32 – 23     | MŠK Hlohovec | Nove Veseli Nézőszám: 450 Játékvezetők: Riga, Thomassen (belgák) |
| 2010. szeptember 12. 16:30 | Kotrc 7        | (17 – 9)    | Zatko 6      | Nove Veseli Nézőszám: 450 Játékvezetők: Riga, Thomassen (belgák) |
| 2010. szeptember 12. 16:30 | 6× 3×          | Jegyzőkönyv | 2× 2× 1×     | Nove Veseli Nézőszám: 450 Játékvezetők: Riga, Thomassen (belgák) |

| 2010. szeptember 4. 20:15 | United HC Tongeren | 36 – 21     | Teknoelektronica Teramo | Tongeren Nézőszám: 400 Játékvezetők: Bounouara, Sami (franciák) |
| 2010. szeptember 4. 20:15 | Bourlet 10         | (17 – 9)    | Di Leo 5                | Tongeren Nézőszám: 400 Játékvezetők: Bounouara, Sami (franciák) |
| 2010. szeptember 4. 20:15 | 5× 3×              | Jegyzőkönyv | 6× 3× 1×                | Tongeren Nézőszám: 400 Játékvezetők: Bounouara, Sami (franciák) |

| 2010. szeptember 11. 19:00 | Teknoelektronica Teramo | 19 – 33     | United HC Tongeren | Teramo Nézőszám: 150 Játékvezetők: Mata, Lopez (spanyolok) |
| 2010. szeptember 11. 19:00 | Di Leo 5                | (8 – 18)    | Roggeman 8         | Teramo Nézőszám: 150 Játékvezetők: Mata, Lopez (spanyolok) |
| 2010. szeptember 11. 19:00 | 5× 2× 1×                | Jegyzőkönyv | 5× 3× 1×           | Teramo Nézőszám: 150 Játékvezetők: Mata, Lopez (spanyolok) |

| 2010. szeptember 3. 19:30 | RK Metaloplastika Keramika | 37 – 25     | HC Neistin | Szabács Nézőszám: 800 Játékvezetők: Jurinović, Mrvica (horvátok) |
| 2010. szeptember 3. 19:30 | Dragas 10                  | (21 – 11)   | Hansson 8  | Szabács Nézőszám: 800 Játékvezetők: Jurinović, Mrvica (horvátok) |
| 2010. szeptember 3. 19:30 | 2× 3× 1×                   | Jegyzőkönyv | 3× 2×      | Szabács Nézőszám: 800 Játékvezetők: Jurinović, Mrvica (horvátok) |

| 2010. szeptember 5. 10:00 | HC Neistin              | 30 – 34     | RK Metaloplastika Keramika | Szabács Nézőszám: 400 Játékvezetők: Jurinović, Mrvica (horvátok) |
| 2010. szeptember 5. 10:00 | Edwardsen, Hanusarson 6 | (13 – 16)   | Marković, Mitrović 7       | Szabács Nézőszám: 400 Játékvezetők: Jurinović, Mrvica (horvátok) |
| 2010. szeptember 5. 10:00 | 3× 1×                   | Jegyzőkönyv | 3× 2×                      | Szabács Nézőszám: 400 Játékvezetők: Jurinović, Mrvica (horvátok) |

| 2010. szeptember 4. 20:00 | HB Dudelange    | 30 – 17     | KH Kastrioti | Dudelange Nézőszám: 400 Játékvezetők: Sager, Styger (svájciak) |
| 2010. szeptember 4. 20:00 | Poeckes, Rech 7 | (12 – 3)    | Trajkovski 6 | Dudelange Nézőszám: 400 Játékvezetők: Sager, Styger (svájciak) |
| 2010. szeptember 4. 20:00 | 6× 3×           | Jegyzőkönyv | 5× 3×        | Dudelange Nézőszám: 400 Játékvezetők: Sager, Styger (svájciak) |

| 2010. szeptember 11. 20:00 | KH Kastrioti | 23 – 28     | HB Dudelange | Uroševac Nézőszám: 1500 Játékvezetők: Skruzny, Kavulic (cseh, szlovák) |
| 2010. szeptember 11. 20:00 | Dobroshi 7   | (11 – 13)   | Poeckes 7    | Uroševac Nézőszám: 1500 Játékvezetők: Skruzny, Kavulic (cseh, szlovák) |
| 2010. szeptember 11. 20:00 | 3× 3×        | Jegyzőkönyv | 1× 1×        | Uroševac Nézőszám: 1500 Játékvezetők: Skruzny, Kavulic (cseh, szlovák) |

| 2010. szeptember 10. 20:00 | A.C. Kentriki Asfalistiki | 19 – 28     | S.P.E Strovolos        | Nicosia Nézőszám: 200 Játékvezetők: Bernet, Wick (svájciak) |
| 2010. szeptember 10. 20:00 | Eftimov 6                 | (10 – 13)   | Papakyprianou, Titow 8 | Nicosia Nézőszám: 200 Játékvezetők: Bernet, Wick (svájciak) |
| 2010. szeptember 10. 20:00 | 8× 3×                     | Jegyzőkönyv | 7× 3×                  | Nicosia Nézőszám: 200 Játékvezetők: Bernet, Wick (svájciak) |

| 2010. szeptember 11. 19:00 | S.P.E Strovolos | 38 – 16     | A.C. Kentriki Asfalistiki | Strovolos Nézőszám: 100 Játékvezetők: Bernet, Wick (svájciak) |
| 2010. szeptember 11. 19:00 | Tseriotis 7     | (17 – 9)    | Kobakov, Vorkas 4         | Strovolos Nézőszám: 100 Játékvezetők: Bernet, Wick (svájciak) |
| 2010. szeptember 11. 19:00 | 3× 3×           | Jegyzőkönyv | 7× 3×                     | Strovolos Nézőszám: 100 Játékvezetők: Bernet, Wick (svájciak) |

| 2010. szeptember 10. 20:30 | A.C. Filippos Verias | 25 – 28     | Handball Esch | Esch-sur-Alzette Nézőszám: 0 Játékvezetők: Mandak, Rudinsky (szlovákok) |
| 2010. szeptember 10. 20:30 | Papadopoulos 7       |             | Pulli 6       | Esch-sur-Alzette Nézőszám: 0 Játékvezetők: Mandak, Rudinsky (szlovákok) |
| 2010. szeptember 10. 20:30 | 7× 2× 1×             | Jegyzőkönyv | 5× 3×         | Esch-sur-Alzette Nézőszám: 0 Játékvezetők: Mandak, Rudinsky (szlovákok) |

| 2010. szeptember 11. 18:00 | Handball Esch | 33 – 30     | A.C. Filippos Verias | Esch-sur-Alzette Nézőszám: 400 Játékvezetők: Mandak, Rudinsky (szlovákok) |
| 2010. szeptember 11. 18:00 | Muller 14     | (16 – 17)   | Papadopoulos 6       | Esch-sur-Alzette Nézőszám: 400 Játékvezetők: Mandak, Rudinsky (szlovákok) |
| 2010. szeptember 11. 18:00 | 5× 3×         | Jegyzőkönyv | 6× 3× 1×             | Esch-sur-Alzette Nézőszám: 400 Játékvezetők: Mandak, Rudinsky (szlovákok) |

| 2010. szeptember 5. 19:00 | Hapoel Rishon Le Zion | 50 – 32     | "GSAU Tbilisi" Tbilisi | Rishon Le Zion Nézőszám: 400 Játékvezetők: Panayides, Andreou (ciprusiak) |
| 2010. szeptember 5. 19:00 | Cohen 7               | (24 – 17)   | Kalandadze 11          | Rishon Le Zion Nézőszám: 400 Játékvezetők: Panayides, Andreou (ciprusiak) |
| 2010. szeptember 5. 19:00 | 3× 3×                 | Jegyzőkönyv | 3× 3×                  | Rishon Le Zion Nézőszám: 400 Játékvezetők: Panayides, Andreou (ciprusiak) |

| 2010. szeptember 6. 20:00 | "GSAU Tbilisi" Tbilisi | 24 – 42     | Hapoel Rishon Le Zion | Rishon Le Zion Nézőszám: 350 Játékvezetők: Panayides, Andreou (ciprusiak) |
| 2010. szeptember 6. 20:00 | Kalandadze 11          | (13 – 18)   | Doroshchuk 8          | Rishon Le Zion Nézőszám: 350 Játékvezetők: Panayides, Andreou (ciprusiak) |
| 2010. szeptember 6. 20:00 | 2× 3×                  | Jegyzőkönyv | 2× 3×                 | Rishon Le Zion Nézőszám: 350 Játékvezetők: Panayides, Andreou (ciprusiak) |

## Második kör

### Eredmények
| 1. csapat                           | Össz. | 2. csapat                     | 1. mérk. | 2. mérk. |
| ----------------------------------- | ----- | ----------------------------- | -------- | -------- |
| RK ''Crvena Zvezda''                | 49–48 | United HC Tongeren            | 25–23    | 24–25    |
| HC ''Dobrudja''                     | 52–65 | Handball Esch                 | 27–29    | 25–36    |
| HB Dudelange                        | 42–43 | HC ''Pelister 08''            | 20–17    | 22–26    |
| RK Metaloplastika Zorka Keramika    | 53–52 | Aon Fivers                    | 31–25    | 22–27    |
| H.C. Conversano                     | 57–73 | Haukar                        | 30–33    | 27–40    |
| Alingsas HK                         | 54–48 | Fyllingen Bergen              | 28–25    | 26–23    |
| HV KRAS/Volendam                    | 60–58 | Maccabi Rishon Le Zion        | 30–26    | 30–32    |
| RK Nexe Nasice                      | 64–53 | HC Dukla Praha                | 33–23    | 31–30    |
| HC Portovik                         | 60–65 | Hapoel Rishon Le Zion         | 29–27    | 31–38    |
| Beşiktaş JK                         | 61–56 | Pölva Serviti                 | 35–28    | 26–28    |
| Drammen HK                          | 73–70 | HC Gumarny Zubri              | 44–36    | 29–34    |
| Energia Lignitul Pandurii Târgu-Jiu | 44–56 | FC Porto/Vitalis              | 25–28    | 19–28    |
| A.C. PAOK                           | 47–58 | A1 Bregenz                    | 23–31    | 24–27    |
| HC Meshkov Brest                    | 51–55 | HC Metalurg                   | 28–23    | 23–32    |
| B.B. Ankara Spor                    | 54–63 | RK ''Borac m:tel'' Banja Luka | 31–24    | 23–39    |
| S.P.E. Strovolos                    | 42–55 | ZTR Zaporozhye                | 25–28    | 17–27    |

| 2010. október 2. 20:10 | RK ''Crvena Zvezda'' | 25 – 23     | United HC Tongeren | Tongeren Nézőszám: 500 Játékvezetők: Martins, Accoto Martins (portugálok) |
| 2010. október 2. 20:10 | Trivundza 7          | (12 – 11)   | Tasevski 9         | Tongeren Nézőszám: 500 Játékvezetők: Martins, Accoto Martins (portugálok) |
| 2010. október 2. 20:10 | 5× 2×                | Jegyzőkönyv | 4× 2×              | Tongeren Nézőszám: 500 Játékvezetők: Martins, Accoto Martins (portugálok) |

| 2010. október 3. 15:30 | United HC Tongeren | 25 – 24     | RK ''Crvena Zvezda'' | Tongeren Nézőszám: 500 Játékvezetők: Martins, Accoto Martins (portugálok) |
| 2010. október 3. 15:30 | Dimitrovski 9      | (15 – 12)   | Trivundza 6          | Tongeren Nézőszám: 500 Játékvezetők: Martins, Accoto Martins (portugálok) |
| 2010. október 3. 15:30 | 5× 3× 1×           | Jegyzőkönyv | 5× 2×                | Tongeren Nézőszám: 500 Játékvezetők: Martins, Accoto Martins (portugálok) |

| 2010. október 9. 20:30 | HC ''Dobrudja''  | 27 – 29     | Handball Esch | Esch-sur-Alzette Nézőszám: 500 Játékvezetők: Di Domenico, Fornasier (olaszok) |
| 2010. október 9. 20:30 | Nikolaev Kolev 7 | (13 – 12)   | Schroeder 7   | Esch-sur-Alzette Nézőszám: 500 Játékvezetők: Di Domenico, Fornasier (olaszok) |
| 2010. október 9. 20:30 | 4× 3×            | Jegyzőkönyv | 5× 3×         | Esch-sur-Alzette Nézőszám: 500 Játékvezetők: Di Domenico, Fornasier (olaszok) |

| 2010. október 10. 19:30 | Handball Esch | 36 – 25     | HC ''Dobrudja'' | Esch-sur-Alzette Nézőszám: 500 Játékvezetők: Di Domenico, Fornasier (olaszok) |
| 2010. október 10. 19:30 | Schroeder 7   | (19 – 11)   | Yordanov 6      | Esch-sur-Alzette Nézőszám: 500 Játékvezetők: Di Domenico, Fornasier (olaszok) |
| 2010. október 10. 19:30 | 3× 3× 1×      | Jegyzőkönyv | 3× 3×           | Esch-sur-Alzette Nézőszám: 500 Játékvezetők: Di Domenico, Fornasier (olaszok) |

| 2010. október 3. 18:00 | HB Dudelange | 20 – 17     | H.C. Pelister 08 | Dudelange Nézőszám: 400 Játékvezetők: Evers, Kums (belgák) |
| 2010. október 3. 18:00 | Zeimetz 7    | (9 – 9)     | Dimitrovski 5    | Dudelange Nézőszám: 400 Játékvezetők: Evers, Kums (belgák) |
| 2010. október 3. 18:00 | 3× 3×        | Jegyzőkönyv | 9× 3× 2×         | Dudelange Nézőszám: 400 Játékvezetők: Evers, Kums (belgák) |

| 2010. október 9. 18:00 | H.C. Pelister 08 | 26 – 22     | HB Dudelange | Bitola Nézőszám: 2000 Játékvezetők: Vesović, Mitrović (montenegróiak) |
| 2010. október 9. 18:00 | Petrovski 6      | (10 – 10)   | Ameddah 7    | Bitola Nézőszám: 2000 Játékvezetők: Vesović, Mitrović (montenegróiak) |
| 2010. október 9. 18:00 | 4× 2×            | Jegyzőkönyv | 6× 2×        | Bitola Nézőszám: 2000 Játékvezetők: Vesović, Mitrović (montenegróiak) |

| 2010. október 2. 18:30 | RK Metaloplastika Keramika | 31 – 25     | Aon Fivers       | Szabács Nézőszám: 2700 Játékvezetők: Hajek, Macho (csehek) |
| 2010. október 2. 18:30 | Milošević 7                | (19 – 13)   | Kirveliavicius 9 | Szabács Nézőszám: 2700 Játékvezetők: Hajek, Macho (csehek) |
| 2010. október 2. 18:30 | 5× 3×                      | Jegyzőkönyv | 3× 3×            | Szabács Nézőszám: 2700 Játékvezetők: Hajek, Macho (csehek) |

| 2010. október 9. 19:30 | Aon Fivers       | 27 – 22     | RK Metaloplastika Keramika | Bécs Nézőszám: 500 Játékvezetők: Andorka, Hucker (magyarok) |
| 2010. október 9. 19:30 | Kirveliavicius 8 | (13 – 11)   | Milošević, Malenčić 5      | Bécs Nézőszám: 500 Játékvezetők: Andorka, Hucker (magyarok) |
| 2010. október 9. 19:30 | 5× 3× 1×         | Jegyzőkönyv | 3× 2×                      | Bécs Nézőszám: 500 Játékvezetők: Andorka, Hucker (magyarok) |

| 2010. október 2. 16:00 | H.C. Conversano | 30 – 33     | Haukar         | Asvöllum Nézőszám: 500 Játékvezetők: Kleven, Ramberg (norvégok) |
| 2010. október 2. 16:00 | Marrochi 10     | (13 – 16)   | Holmgeirsson 8 | Asvöllum Nézőszám: 500 Játékvezetők: Kleven, Ramberg (norvégok) |
| 2010. október 2. 16:00 | 2× 2×           | Jegyzőkönyv | 5× 2×          | Asvöllum Nézőszám: 500 Játékvezetők: Kleven, Ramberg (norvégok) |

| 2010. október 3. 18:00 | Haukar      | 40 – 27     | H.C. Conversano | Asvöllum Nézőszám: 500 Játékvezetők: Kleven, Ramberg (norvégok) |
| 2010. október 3. 18:00 | Olafsson 12 | (17 – 14)   | Maione 8        | Asvöllum Nézőszám: 500 Játékvezetők: Kleven, Ramberg (norvégok) |
| 2010. október 3. 18:00 | 3× 2×       | Jegyzőkönyv | 4× 2×           | Asvöllum Nézőszám: 500 Játékvezetők: Kleven, Ramberg (norvégok) |

| 2010. október 2. 17:00 | Alingsas HK | 28 – 25     | Fyllingen Bergen | Alingsas Nézőszám: 400 Játékvezetők: Carl Nielsen, Lorentzen (dánok) |
| 2010. október 2. 17:00 | Fagerlund 6 | (13 – 12)   | Gjeitrem 7       | Alingsas Nézőszám: 400 Játékvezetők: Carl Nielsen, Lorentzen (dánok) |
| 2010. október 2. 17:00 | 3× 3×       | Jegyzőkönyv | 3× 2× 1×         | Alingsas Nézőszám: 400 Játékvezetők: Carl Nielsen, Lorentzen (dánok) |

| 2010. október 9. 18:00 | Fyllingen Bergen | 23 – 26     | Alingsas HK | Bergen Nézőszám: 400 Játékvezetők: Sitsi, Heinla (észtek) |
| 2010. október 9. 18:00 | Björnsen 6       | (10 – 12)   | Iveland 7   | Bergen Nézőszám: 400 Játékvezetők: Sitsi, Heinla (észtek) |
| 2010. október 9. 18:00 | 2× 2× 1×         | Jegyzőkönyv | 5× 3×       | Bergen Nézőszám: 400 Játékvezetők: Sitsi, Heinla (észtek) |

| 2010. október 2. 19:00 | HV KRAS/Volendam | 30 – 26     | Maccabi Rishon Le Zion | Volendam Nézőszám: 700 Játékvezetők: Cacador, Nicolau (portugálok) |
| 2010. október 2. 19:00 | Dörenkämper 7    | (13 – 14)   | Filip 6                | Volendam Nézőszám: 700 Játékvezetők: Cacador, Nicolau (portugálok) |
| 2010. október 2. 19:00 | 4× 3×            | Jegyzőkönyv | 5× 2×                  | Volendam Nézőszám: 700 Játékvezetők: Cacador, Nicolau (portugálok) |

| 2010. október 9. 18:30 | Maccabi Rishon Le Zion | 32 – 30     | HV KRAS/Volendam | Rishion Le Zion Nézőszám: 600 Játékvezetők: Pandzić, Satordzija (bosnyákok) |
| 2010. október 9. 18:30 | Avraham 9              | (16 – 14)   | Adams 7          | Rishion Le Zion Nézőszám: 600 Játékvezetők: Pandzić, Satordzija (bosnyákok) |
| 2010. október 9. 18:30 | 5× 3×                  | Jegyzőkönyv | 5× 3×            | Rishion Le Zion Nézőszám: 600 Játékvezetők: Pandzić, Satordzija (bosnyákok) |

| 2010. október 2. 19:00 | RK Nexe Nasice | 33 – 23     | HC Dukla Praha | Nekcse Nézőszám: 800 Játékvezetők: Chaskis, Tsakonas (görögök) |
| 2010. október 2. 19:00 | Kević 7        | (17 – 15)   | Krupa 8        | Nekcse Nézőszám: 800 Játékvezetők: Chaskis, Tsakonas (görögök) |
| 2010. október 2. 19:00 | 2× 3×          | Jegyzőkönyv | 4× 3× 1×       | Nekcse Nézőszám: 800 Játékvezetők: Chaskis, Tsakonas (görögök) |

| 2010. október 10. 16:30 | HC Dukla Praha | 30 – 31     | RK Nexe Nasice | Nove Veseli Nézőszám: 500 Játékvezetők: Argyridis, Mouttas (ciprusiak) |
| 2010. október 10. 16:30 | Landa 7        | (12 – 15)   | Obad 8         | Nove Veseli Nézőszám: 500 Játékvezetők: Argyridis, Mouttas (ciprusiak) |
| 2010. október 10. 16:30 | 4× 3×          | Jegyzőkönyv | 2× 3×          | Nove Veseli Nézőszám: 500 Játékvezetők: Argyridis, Mouttas (ciprusiak) |

| 2010. október 8. 18:00 | HC Portovik    | 29 – 27     | Hapoel Rishon Le Zion | Rishon Le Zion Nézőszám: 400 Játékvezetők: Schaller, Wutzler (németek) |
| 2010. október 8. 18:00 | Poltoratskyi 5 | (16 – 14)   | Cohen 6               | Rishon Le Zion Nézőszám: 400 Játékvezetők: Schaller, Wutzler (németek) |
| 2010. október 8. 18:00 | 5× 3×          | Jegyzőkönyv | 5× 3×                 | Rishon Le Zion Nézőszám: 400 Játékvezetők: Schaller, Wutzler (németek) |

| 2010. október 9. 19:00 | Hapoel Rishon Le Zion | 38 – 31     | HC Portovik | Rishon Le Zion Nézőszám: 400 Játékvezetők: Schaller, Wutzler (németek) |
| 2010. október 9. 19:00 | Maimon, Tal 8         | (22 – 15)   | Mankovsky 9 | Rishon Le Zion Nézőszám: 400 Játékvezetők: Schaller, Wutzler (németek) |
| 2010. október 9. 19:00 | 5× 3×                 | Jegyzőkönyv | 5× 2×       | Rishon Le Zion Nézőszám: 400 Játékvezetők: Schaller, Wutzler (németek) |

| 2010. október 3. 16:00 | Beşiktaş JK | 35 – 28     | Pölva Serviti | Isztambul Nézőszám: 600 Játékvezetők: Bonifert, Oláh (magyarok) |
| 2010. október 3. 16:00 | Döne 16     | (19 – 15)   | Ternovoy 12   | Isztambul Nézőszám: 600 Játékvezetők: Bonifert, Oláh (magyarok) |
| 2010. október 3. 16:00 | 6× 3× 1×    | Jegyzőkönyv | 3× 3×         | Isztambul Nézőszám: 600 Játékvezetők: Bonifert, Oláh (magyarok) |

| 2010. október 9. 18:00 | Pölva Serviti | 28 – 26     | Beşiktaş JK | Pölva Nézőszám: 600 Játékvezetők: Leandersson, Lindroos (finnek) |
| 2010. október 9. 18:00 | Ternovoy 10   | (11 – 12)   | Ladyko 6    | Pölva Nézőszám: 600 Játékvezetők: Leandersson, Lindroos (finnek) |
| 2010. október 9. 18:00 | 4× 3×         | Jegyzőkönyv | 8× 3×       | Pölva Nézőszám: 600 Játékvezetők: Leandersson, Lindroos (finnek) |

| 2010. október 2. 16:00 | Drammen HK         | 44 – 36     | HC Gumarny Zubri | Drammen Nézőszám: 500 Játékvezetők: Malasinskas, Grigalionis (litvánok) |
| 2010. október 2. 16:00 | Lislerud Hansen 12 | (25 – 15)   | Mika 9           | Drammen Nézőszám: 500 Játékvezetők: Malasinskas, Grigalionis (litvánok) |
| 2010. október 2. 16:00 | 4× 3×              | Jegyzőkönyv | 2× 3×            | Drammen Nézőszám: 500 Játékvezetők: Malasinskas, Grigalionis (litvánok) |

| 2010. október 9. 20:00 | HC Gumarny Zubri | 34 – 29     | Drammen HK | Zubri Nézőszám: 800 Játékvezetők: Brkic, Jusufhodzic (osztrákok) |
| 2010. október 9. 20:00 | Hrstka 11        | (16 – 17)   | Spanne 8   | Zubri Nézőszám: 800 Játékvezetők: Brkic, Jusufhodzic (osztrákok) |
| 2010. október 9. 20:00 | 4× 3×            | Jegyzőkönyv | 4× 3× 1×   | Zubri Nézőszám: 800 Játékvezetők: Brkic, Jusufhodzic (osztrákok) |

| 2010. október 2. 18:00 | Lignitul Pandurii Târgu-Jiu | 25 – 28     | FC Porto/Vitalis | Zsilvásárhely Nézőszám: 800 Játékvezetők: Novikov, Perepilitsy (ukránok) |
| 2010. október 2. 18:00 | Florea 5                    | (11 – 15)   | Davyes 9         | Zsilvásárhely Nézőszám: 800 Játékvezetők: Novikov, Perepilitsy (ukránok) |
| 2010. október 2. 18:00 | 3× 3×                       | Jegyzőkönyv | 2× 3×            | Zsilvásárhely Nézőszám: 800 Játékvezetők: Novikov, Perepilitsy (ukránok) |

| 2010. október 2. 18:00 | A.C. PAOK  | 23 – 31     | A1 Bregenz | Szaloniki Nézőszám: 400 Játékvezetők: Marić, Masić (szerbek) |
| 2010. október 2. 18:00 | Mitrović 8 | (13 – 16)   | Watzl 8    | Szaloniki Nézőszám: 400 Játékvezetők: Marić, Masić (szerbek) |
| 2010. október 2. 18:00 | 4× 3×      | Jegyzőkönyv | 6× 3× 2×   | Szaloniki Nézőszám: 400 Játékvezetők: Marić, Masić (szerbek) |

| 2010. október 9. 19:00 | A1 Bregenz | 27 – 34     | A.C. PAOK             | Bregenz Nézőszám: 1200 Játékvezetők: Sivak, Dvorsky (szlovákok) |
| 2010. október 9. 19:00 | Banić 5    | (11 – 10)   | Ioannidis, Mitrović 5 | Bregenz Nézőszám: 1200 Játékvezetők: Sivak, Dvorsky (szlovákok) |
| 2010. október 9. 19:00 | 5× 3×      | Jegyzőkönyv | 4× 3×                 | Bregenz Nézőszám: 1200 Játékvezetők: Sivak, Dvorsky (szlovákok) |

| 2010. október 2. 17:00 | HC Meshkov Brest         | 28 – 23     | HC Metalurg | Breszt Nézőszám: 3000 Játékvezetők: Liachovicius, Gecevicius (litvánok) |
| 2010. október 2. 17:00 | Kaliasniou, Prakapenia 6 | (14 – 12)   | Mojsovski 9 | Breszt Nézőszám: 3000 Játékvezetők: Liachovicius, Gecevicius (litvánok) |
| 2010. október 2. 17:00 | 5× 2×                    | Jegyzőkönyv | 2× 2×       | Breszt Nézőszám: 3000 Játékvezetők: Liachovicius, Gecevicius (litvánok) |

| 2010. október 9. 18:00 | HC Metalurg   | 32 – 23     | HC Meshkov Brest | Szkopje Nézőszám: 1000 Játékvezetők: Pavel, State (románok) |
| 2010. október 9. 18:00 | Mirkulovski 8 | (14 – 13)   | Grigoriev 5      | Szkopje Nézőszám: 1000 Játékvezetők: Pavel, State (románok) |
| 2010. október 9. 18:00 | 4× 2×         | Jegyzőkönyv | 9× 2× 1×         | Szkopje Nézőszám: 1000 Játékvezetők: Pavel, State (románok) |

| 2010. október 3. 16:00 | B.B. Ankara Spor | 31 – 24     | RK ''Borac m:tel'' Banja Luka | Ankara Nézőszám: 200 Játékvezetők: Buache, Meyer (svájciak) |
| 2010. október 3. 16:00 | Catkin 6         | (21 – 14)   | Garić 6                       | Ankara Nézőszám: 200 Játékvezetők: Buache, Meyer (svájciak) |
| 2010. október 3. 16:00 | 6× 3× 1×         | Jegyzőkönyv | 4× 3×                         | Ankara Nézőszám: 200 Játékvezetők: Buache, Meyer (svájciak) |

| 2010. október 9. 20:15 | RK ''Borac m:tel'' Banja Luka | 39 – 23     | B.B. Ankara Spor | Banja Luka Nézőszám: 2200 Játékvezetők: Lah, Sok (szlovénok) |
| 2010. október 9. 20:15 | Melić 8                       | (14 – 13)   | Saline 7         | Banja Luka Nézőszám: 2200 Játékvezetők: Lah, Sok (szlovénok) |
| 2010. október 9. 20:15 | 4× 3×                         | Jegyzőkönyv | 3× 3×            | Banja Luka Nézőszám: 2200 Játékvezetők: Lah, Sok (szlovénok) |

| 2010. október 2. 18:00 | S.P.E. Strovolos | 25 – 28     | ZTR Zaporozhye      | Nicosia Nézőszám: 300 Játékvezetők: Kaveshnikov, Plotnikov (oroszok) |
| 2010. október 2. 18:00 | Papakyprianou 7  | (11 – 11)   | Burka, Krivchikov 7 | Nicosia Nézőszám: 300 Játékvezetők: Kaveshnikov, Plotnikov (oroszok) |
| 2010. október 2. 18:00 | 5× 3× 1×         | Jegyzőkönyv | 5× 2×               | Nicosia Nézőszám: 300 Játékvezetők: Kaveshnikov, Plotnikov (oroszok) |

| 2010. október 10. 17:00 | ZTR Zaporozhye | 27 – 17     | S.P.E. Strovolos | Zaporizzsja Nézőszám: 300 Játékvezetők: Aliyev, Aghakishiyev (azeriek) |
| 2010. október 10. 17:00 | Stetsyura 7    | (11 – 5)    | Papakyprianou 6  | Zaporizzsja Nézőszám: 300 Játékvezetők: Aliyev, Aghakishiyev (azeriek) |
| 2010. október 10. 17:00 | 5× 3× 1×       | Jegyzőkönyv | 1× 3×            | Zaporizzsja Nézőszám: 300 Játékvezetők: Aliyev, Aghakishiyev (azeriek) |

## Harmadik kör

### Eredmények
| 1. csapat                     | Össz. | 2. csapat                        | 1. mérk. | 2. mérk. |
| ----------------------------- | ----- | -------------------------------- | -------- | -------- |
| Naturhouse La Rioja           | 65–61 | RK Metaloplastika Zorka Keramika | 35–33    | 30–28    |
| HC ''Pelister 08''            | 44–59 | Reale Ademar                     | 22–25    | 22–34    |
| Handball Esch                 | 51–72 | GC Amicitia Zürich               | 25–34    | 26–38    |
| ZTR Zaporozhye                | 45–50 | Saint Raphael Var Handball       | 24–25    | 21–25    |
| TV Großwallstadt              | 54–41 | Haukar                           | 26–24    | 28–17    |
| TBV Lemgo                     | 86–51 | HV KRAS/Volendam                 | 45–29    | 41–22    |
| Alingsas HK                   | 51–71 | Frisch Auf Göppingen             | 25–33    | 26–38    |
| Hapoel Rishon Le Zion         | 53–68 | Nordsjælland Handbold            | 31–36    | 22–32    |
| Zarya Kaspiya                 | 52–54 | Beşiktaş JK                      | 26–23    | 26–31    |
| RK Gorenje Velenje            | 61–56 | RK Nexe Nasice                   | 33–24    | 28–32    |
| Dunaferr SE                   | 49–73 | FC Porto/Vitalis                 | 27–37    | 22–36    |
| Madeira SAD                   | 57–63 | A1 Bregenz                       | 31–30    | 26–33    |
| RK ''Borac m:tel'' Banja Luka | 44–54 | Grundfos Tatabánya KC            | 23–25    | 21–29    |
| SKIF-Krasnodar                | 66–65 | RK ''Crvena Zvezda''             | 38–30    | 28–35    |
| Bjerringbro-Silkeborg         | 69–49 | Drammen HK                       | 38–28    | 31–21    |
| HC Metalurg                   | 63–46 | US Ivry Handball                 | 34–25    | 29–21    |

| 2010. november 27. 20:00 | Naturhouse La Rioja | 35 – 33     | RK Metaloplastika Keramika | Logroño Nézőszám: 1500 Játékvezetők: Stenrand, Birch (dánok) |
| 2010. november 27. 20:00 | Juarez Minguez 13   | (20 – 18)   | Kazić, Melančić 7          | Logroño Nézőszám: 1500 Játékvezetők: Stenrand, Birch (dánok) |
| 2010. november 27. 20:00 | 3× 3×               | Jegyzőkönyv | 6× 3× 1×                   | Logroño Nézőszám: 1500 Játékvezetők: Stenrand, Birch (dánok) |

| 2010. november 28. 19:00 | RK Metaloplastika Keramika | 28 – 30     | Naturhouse La Rioja | Logroño Nézőszám: 2000 Játékvezetők: Stenrand, Birch (dánok) |
| 2010. november 28. 19:00 | Melančić 10                | (11 – 16)   | Parra Fuertes 7     | Logroño Nézőszám: 2000 Játékvezetők: Stenrand, Birch (dánok) |
| 2010. november 28. 19:00 | 6× 3×                      | Jegyzőkönyv | 3×                  | Logroño Nézőszám: 2000 Játékvezetők: Stenrand, Birch (dánok) |

| 2010. november 20. 18:00 | HC ''Pelister 08'' | 22 – 25     | Reale Ademar | Bitola Nézőszám: 4000 Játékvezetők: Bashev, Kostov (bolgárok) |
| 2010. november 20. 18:00 | Dimitrovski 9      | (11 – 13)   | Cutura 5     | Bitola Nézőszám: 4000 Játékvezetők: Bashev, Kostov (bolgárok) |
| 2010. november 20. 18:00 | 1× 3×              | Jegyzőkönyv | 6× 3×        | Bitola Nézőszám: 4000 Játékvezetők: Bashev, Kostov (bolgárok) |

| 2010. november 27. 18:00 | Reale Ademar | 34 – 22     | HC ''Pelister 08'' | León Nézőszám: 2500 Játékvezetők: Leandersson, Lindroos (finnek) |
| 2010. november 27. 18:00 | Stranovsky 7 | (19 – 9)    | Petrovski 7        | León Nézőszám: 2500 Játékvezetők: Leandersson, Lindroos (finnek) |
| 2010. november 27. 18:00 | 4× 3×        | Jegyzőkönyv | 4× 3× 1×           | León Nézőszám: 2500 Játékvezetők: Leandersson, Lindroos (finnek) |

| 2010. november 27. 18:00 | Handball Esch | 25 – 34     | GC Amicitia Zürich | Esch-sur-Alzette Nézőszám: 400 Játékvezetők: Di Domenico, Fornasier (olaszok) |
| 2010. november 27. 18:00 | Schroeder 8   | (12 – 12)   | Grimm 11           | Esch-sur-Alzette Nézőszám: 400 Játékvezetők: Di Domenico, Fornasier (olaszok) |
| 2010. november 27. 18:00 | 5× 3×         | Jegyzőkönyv | 10× 3×             | Esch-sur-Alzette Nézőszám: 400 Játékvezetők: Di Domenico, Fornasier (olaszok) |

| 2010. november 28. 15:00 | GC Amicitia Zürich                       | 38 – 26     | Handball Esch       | Esch-sur-Alzette Nézőszám: 300 Játékvezetők: Di Domenico, Fornasier (olaszok) |
| 2010. november 28. 15:00 | Egger, Freivogel, Kietzmann, Sidorowiz 6 | (19 – 13)   | Muller, Schroeder 7 | Esch-sur-Alzette Nézőszám: 300 Játékvezetők: Di Domenico, Fornasier (olaszok) |
| 2010. november 28. 15:00 | 10× 2× 1×                                | Jegyzőkönyv | 4× 3×               | Esch-sur-Alzette Nézőszám: 300 Játékvezetők: Di Domenico, Fornasier (olaszok) |

| 2010. november 21. 18:00 | ZTR Zaporozhye | 24 – 25     | Saint Raphael Var Handball | Zaporizzsja Nézőszám: 2000 Játékvezetők: Johansson, Kliko (svédek) |
| 2010. november 21. 18:00 | Stetsyura 6    | (12 – 13)   | Caucheteux 6               | Zaporizzsja Nézőszám: 2000 Játékvezetők: Johansson, Kliko (svédek) |
| 2010. november 21. 18:00 | 3× 3×          | Jegyzőkönyv | 3× 3×                      | Zaporizzsja Nézőszám: 2000 Játékvezetők: Johansson, Kliko (svédek) |

| 2010. november 27. 20:00 | Saint Raphael Var Handball | 25 – 21     | ZTR Zaporozhye | Saint Raphael Nézőszám: 2000 Játékvezetők: Buache, Meyer (svájciak) |
| 2010. november 27. 20:00 | Caucheteux 11              | (14 – 10)   | Liubchenko 5   | Saint Raphael Nézőszám: 2000 Játékvezetők: Buache, Meyer (svájciak) |
| 2010. november 27. 20:00 | 2× 3×                      | Jegyzőkönyv | 6× 3× 1×       | Saint Raphael Nézőszám: 2000 Játékvezetők: Buache, Meyer (svájciak) |

| 2010. november 20. 19:00 | TV Großwallstadt | 26 – 24     | Haukar                  | Elsenfeld Nézőszám: 1600 Játékvezetők: Evers, Kums (belgák) |
| 2010. november 20. 19:00 | Spatz 10         | (12 – 13)   | Brynjarsson, Olafsson 6 | Elsenfeld Nézőszám: 1600 Játékvezetők: Evers, Kums (belgák) |
| 2010. november 20. 19:00 | 3× 3×            | Jegyzőkönyv | 3× 3×                   | Elsenfeld Nézőszám: 1600 Játékvezetők: Evers, Kums (belgák) |

| 2010. november 27. 17:00 | Haukar                     | 17 – 28     | TV Großwallstadt     | Asvöllum Nézőszám: 1700 Játékvezetők: Leszczynski, Piechota (lengyelek) |
| 2010. november 27. 17:00 | Gudmundsson, Porgeirsson 5 | (6 – 14)    | Köhrmann, Weinhold 6 | Asvöllum Nézőszám: 1700 Játékvezetők: Leszczynski, Piechota (lengyelek) |
| 2010. november 27. 17:00 | 3× 3×                      | Jegyzőkönyv | 4× 3×                | Asvöllum Nézőszám: 1700 Játékvezetők: Leszczynski, Piechota (lengyelek) |

| 2010. november 21. 18:00 | TBV Lemgo | 45 – 29     | HV KRAS/Volendam  | Lemgo Nézőszám: 2800 Játékvezetők: Mäkinen, Jonsson (svédek) |
| 2010. november 21. 18:00 | Preiß 9   | (23 – 16)   | Adams, Schilder 8 | Lemgo Nézőszám: 2800 Játékvezetők: Mäkinen, Jonsson (svédek) |
| 2010. november 21. 18:00 | 3× 3×     | Jegyzőkönyv | 3× 3×             | Lemgo Nézőszám: 2800 Játékvezetők: Mäkinen, Jonsson (svédek) |

| 2010. november 28. 14:00 | HV KRAS/Volendam | 22 – 41     | TBV Lemgo                  | Volendam Nézőszám: 600 Játékvezetők: Rutkovskis, Dzerve (lettek) |
| 2010. november 28. 14:00 | Limbeek 7        | (9 – 23)    | Herrmann, Liniger, Preiß 6 | Volendam Nézőszám: 600 Játékvezetők: Rutkovskis, Dzerve (lettek) |
| 2010. november 28. 14:00 | 2× 2×            | Jegyzőkönyv | 3× 2×                      | Volendam Nézőszám: 600 Játékvezetők: Rutkovskis, Dzerve (lettek) |

| 2010. november 21. 17:00 | Alingsas HK | 25 – 33     | Frisch Auf Göppingen | Alingsås Nézőszám: 500 Játékvezetők: Buy, Pichon (franciák) |
| 2010. november 21. 17:00 | Enström 6   | (9 – 16)    | Horak 7              | Alingsås Nézőszám: 500 Játékvezetők: Buy, Pichon (franciák) |
| 2010. november 21. 17:00 | 5× 3×       | Jegyzőkönyv | 6× 3×                | Alingsås Nézőszám: 500 Játékvezetők: Buy, Pichon (franciák) |

| 2010. november 28. 17:30 | Frisch Auf Göppingen | 38 – 26     | Alingsas HK    | Göppingen Nézőszám: 2900 Játékvezetők: Skruzny, Kavulic (szlovákok) |
| 2010. november 28. 17:30 | Oprea 9              | (16 – 11)   | Bernhardsson 5 | Göppingen Nézőszám: 2900 Játékvezetők: Skruzny, Kavulic (szlovákok) |
| 2010. november 28. 17:30 | 2× 3×                | Jegyzőkönyv | 4× 3×          | Göppingen Nézőszám: 2900 Játékvezetők: Skruzny, Kavulic (szlovákok) |

| 2010. november 20. 19:00 | Hapoel rishon Le Zion | 31 – 36     | Nordsjælland Handbold | Rishon Le Zion Nézőszám: 1000 Játékvezetők: Cirligeanu, Bejinariu (románok) |
| 2010. november 20. 19:00 | Doroshchuk 9          | (13 – 16)   | Bramming 8            | Rishon Le Zion Nézőszám: 1000 Játékvezetők: Cirligeanu, Bejinariu (románok) |
| 2010. november 20. 19:00 | 2× 2×                 | Jegyzőkönyv | 3× 3×                 | Rishon Le Zion Nézőszám: 1000 Játékvezetők: Cirligeanu, Bejinariu (románok) |

| 2010. november 21. 19:30 | Nordsjælland Handbold | 32 – 22     | Hapoel rishon Le Zion | Rishon Le Zion Nézőszám: 700 Játékvezetők: Cirligeanu, Bejinariu (románok) |
| 2010. november 21. 19:30 | Slundt 8              | (17 – 13)   | Doroshchuk 4          | Rishon Le Zion Nézőszám: 700 Játékvezetők: Cirligeanu, Bejinariu (románok) |
| 2010. november 21. 19:30 | 3× 1×                 | Jegyzőkönyv | 5× 3×                 | Rishon Le Zion Nézőszám: 700 Játékvezetők: Cirligeanu, Bejinariu (románok) |

| 2010. november 20. 17:00 | Zarya Kaspiya | 26 – 23     | Beşiktaş JK | Asztrahán Nézőszám: 3500 Játékvezetők: Yudchyts, Kot (fehéroroszok) |
| 2010. november 20. 17:00 | Slachtchev 8  | (14 – 9)    | Ergüder 5   | Asztrahán Nézőszám: 3500 Játékvezetők: Yudchyts, Kot (fehéroroszok) |
| 2010. november 20. 17:00 | 1× 3×         | Jegyzőkönyv | 3× 3×       | Asztrahán Nézőszám: 3500 Játékvezetők: Yudchyts, Kot (fehéroroszok) |

| 2010. november 27. 14:00 | Beşiktaş JK | 31 – 26     | Zarya Kaspiya    | Isztambul Nézőszám: 500 Játékvezetők: Aliyev, Aghakishiyev (azeriek) |
| 2010. november 27. 14:00 | Ladyko 7    | (15 – 12)   | Pedan, Ustinov 6 | Isztambul Nézőszám: 500 Játékvezetők: Aliyev, Aghakishiyev (azeriek) |
| 2010. november 27. 14:00 | 2× 3×       | Jegyzőkönyv | 3× 3×            | Isztambul Nézőszám: 500 Játékvezetők: Aliyev, Aghakishiyev (azeriek) |

| 2010. november 21. 19:00 | RK Gorenje Velenje  | 33 – 24     | RK Nexe Nasice                       | Velenje Nézőszám: 1400 Játékvezetők: Covalciuc, Covalciuc (moldávok) |
| 2010. november 21. 19:00 | Manojlović, Simić 6 | (18 – 14)   | Barisić Jaman, Markotić, Mrdenović 5 | Velenje Nézőszám: 1400 Játékvezetők: Covalciuc, Covalciuc (moldávok) |
| 2010. november 21. 19:00 | 7× 2× 1×            | Jegyzőkönyv | 3× 3×                                | Velenje Nézőszám: 1400 Játékvezetők: Covalciuc, Covalciuc (moldávok) |

| 2010. november 27. 19:00 | RK Nexe Nasice | 32 – 28     | RK Gorenje Velenje | Nekcse Nézőszám: 1000 Játékvezetők: Pavel, State (románok) |
| 2010. november 27. 19:00 | Obad 8         | (16 – 14)   | Manojlović 7       | Nekcse Nézőszám: 1000 Játékvezetők: Pavel, State (románok) |
| 2010. november 27. 19:00 | 2× 3×          | Jegyzőkönyv | 9× 2×              | Nekcse Nézőszám: 1000 Játékvezetők: Pavel, State (románok) |

| 2010. november 26. 19:30 | Dunaferr SE      | 27 – 37     | FC Porto/Vitalis | Porto Nézőszám: 600 Játékvezetők: Ben-Dan, Levin (izraeliek) |
| 2010. november 26. 19:30 | Szeles, Takács 7 | (11 – 20)   | Moreira, Rocha 7 | Porto Nézőszám: 600 Játékvezetők: Ben-Dan, Levin (izraeliek) |
| 2010. november 26. 19:30 | 5× 3×            | Jegyzőkönyv | 6× 3×            | Porto Nézőszám: 600 Játékvezetők: Ben-Dan, Levin (izraeliek) |

| 2010. november 28. 17:00 | FC Porto/Vitalis | 36 – 22     | Dunaferr SE | Porto Nézőszám: 700 Játékvezetők: Ben-Dan, Levin (izraeliek) |
| 2010. november 28. 17:00 | Duarte 9         | (16 – 5)    | Pásztor 5   | Porto Nézőszám: 700 Játékvezetők: Ben-Dan, Levin (izraeliek) |
| 2010. november 28. 17:00 | 3× 3× 1×         | Jegyzőkönyv | 8× 3× 1×    | Porto Nézőszám: 700 Játékvezetők: Ben-Dan, Levin (izraeliek) |

| 2010. november 21. 17:00 | Madeira SAD | 31 – 30     | A1 Bregenz | Funchal Nézőszám: 500 Játékvezetők: Vodopivec, Krasna (szlovénok) |
| 2010. november 21. 17:00 | Ferraz 8    | (16 – 16)   | Posch 10   | Funchal Nézőszám: 500 Játékvezetők: Vodopivec, Krasna (szlovénok) |
| 2010. november 21. 17:00 | 4× 3×       | Jegyzőkönyv | 7× 3×      | Funchal Nézőszám: 500 Játékvezetők: Vodopivec, Krasna (szlovénok) |

| 2010. november 27. 19:00 | A1 Bregenz | 33 – 26     | Madeira SAD      | Bregenz Nézőszám: 1600 Játékvezetők: Kouz, Zhoba (ukránok) |
| 2010. november 27. 19:00 | Tyrner 7   | (19 – 15)   | Coelho, Ferraz 5 | Bregenz Nézőszám: 1600 Játékvezetők: Kouz, Zhoba (ukránok) |
| 2010. november 27. 19:00 | 8× 3× 1×   | Jegyzőkönyv | 6× 2×            | Bregenz Nézőszám: 1600 Játékvezetők: Kouz, Zhoba (ukránok) |

| 2010. november 20. 20:15 | RK ''Borac m:tel'' Banja Luka | 23 – 25     | Grundfos Tatabánya KC | Banja Luka Nézőszám: 3000 Játékvezetők: Cvetko, Kavalar (szlovénok) |
| 2010. november 20. 20:15 | Melić 6                       | (11 – 12)   | Halász 8              | Banja Luka Nézőszám: 3000 Játékvezetők: Cvetko, Kavalar (szlovénok) |
| 2010. november 20. 20:15 | 2× 3×                         | Jegyzőkönyv | 3× 3×                 | Banja Luka Nézőszám: 3000 Játékvezetők: Cvetko, Kavalar (szlovénok) |

| 2010. november 27. 18:00 | Grundfos Tatabánya KC | 29 – 21     | RK ''Borac m:tel'' Banja Luka | Tatabánya Nézőszám: 1000 Játékvezetők: Nielsen, Lorentzen (dánok) |
| 2010. november 27. 18:00 | Sutka 7               | (13 – 11)   | Halibegović 7                 | Tatabánya Nézőszám: 1000 Játékvezetők: Nielsen, Lorentzen (dánok) |
| 2010. november 27. 18:00 | 5× 2×                 | Jegyzőkönyv | 3×                            | Tatabánya Nézőszám: 1000 Játékvezetők: Nielsen, Lorentzen (dánok) |

| 2010. november 21. 14:00 | SKIF-Krasnodar | 38 – 30     | RK ''Crvena Zvezda'' | Krasznodar Nézőszám: 1500 Játékvezetők: Mazeika, Gatelis (litvánok) |
| 2010. november 21. 14:00 | Dryapochko 13  | (17 – 20)   | Živković 8           | Krasznodar Nézőszám: 1500 Játékvezetők: Mazeika, Gatelis (litvánok) |
| 2010. november 21. 14:00 | 3× 3×          | Jegyzőkönyv | 2× 3×                | Krasznodar Nézőszám: 1500 Játékvezetők: Mazeika, Gatelis (litvánok) |

| 2010. november 28. 16:30 | RK ''Crvena Zvezda'' | 35 – 28     | SKIF-Krasnodar | Belgrád Nézőszám: 500 Játékvezetők: Sivak, Dvorsky (szlovákok) |
| 2010. november 28. 16:30 | Pešić, Stojanović 7  | (17 – 12)   | Dryapochko 7   | Belgrád Nézőszám: 500 Játékvezetők: Sivak, Dvorsky (szlovákok) |
| 2010. november 28. 16:30 | 4× 3×                | Jegyzőkönyv | 6× 3× 1×       | Belgrád Nézőszám: 500 Játékvezetők: Sivak, Dvorsky (szlovákok) |

| 2010. november 21. 18:00 | Bjerringbro-Silkeborg | 38 – 28     | Drammen HK | Silkeborg Nézőszám: 1600 Játékvezetők: Leifsson, Palsson (izlandiak) |
| 2010. november 21. 18:00 | Lauge Schmidt 8       | (19 – 14)   | Hansen 8   | Silkeborg Nézőszám: 1600 Játékvezetők: Leifsson, Palsson (izlandiak) |
| 2010. november 21. 18:00 | 3×                    | Jegyzőkönyv | 1× 3×      | Silkeborg Nézőszám: 1600 Játékvezetők: Leifsson, Palsson (izlandiak) |

| 2010. november 28. 18:00 | Drammen HK         | 21 – 31     | Bjerringbro-Silkeborg | Drammen Nézőszám: 300 Játékvezetők: Bashmak, Frolov (oroszok) |
| 2010. november 28. 18:00 | Hansen, Hykkerud 4 | (10 – 17)   | Petersen 7            | Drammen Nézőszám: 300 Játékvezetők: Bashmak, Frolov (oroszok) |
| 2010. november 28. 18:00 | 3× 3×              | Jegyzőkönyv | 2×                    | Drammen Nézőszám: 300 Játékvezetők: Bashmak, Frolov (oroszok) |

| 2010. november 20. 18:00 | HC Metalurg  | 34 – 25     | US Ivry Handball | Szkopje Nézőszám: 1200 Játékvezetők: Herczeg, Südi (magyarok) |
| 2010. november 20. 18:00 | Mojsovski 10 | (18 – 11)   | Guilbert 6       | Szkopje Nézőszám: 1200 Játékvezetők: Herczeg, Südi (magyarok) |
| 2010. november 20. 18:00 | 9× 3× 2×     | Jegyzőkönyv | 6× 2×            | Szkopje Nézőszám: 1200 Játékvezetők: Herczeg, Südi (magyarok) |

| 2010. november 27. 20:00 | US Ivry Handball | 21 – 29     | HC Metalurg | Ivry-sur-Seine Nézőszám: 1000 Játékvezetők: Lorente, Serradilla (spanyolok) |
| 2010. november 27. 20:00 | Ruiz 5           | (6 – 12)    | Mojsoski 12 | Ivry-sur-Seine Nézőszám: 1000 Játékvezetők: Lorente, Serradilla (spanyolok) |
| 2010. november 27. 20:00 | 7× 3×            | Jegyzőkönyv | 5× 2×       | Ivry-sur-Seine Nézőszám: 1000 Játékvezetők: Lorente, Serradilla (spanyolok) |

## Legjobb 16

### Eredmények
| 1. csapat                  | Össz. | 2. csapat             | 1. mérk. | 2. mérk. |
| -------------------------- | ----- | --------------------- | -------- | -------- |
| FC Porto/Vitalis           | 53–58 | Reale Ademar          | 26–25    | 27–33    |
| Nordsjælland Handbold      | 60–49 | GC Amicitia Zürich    | 33–26    | 27–23    |
| Saint Raphael Var Handball | 70–51 | SKIF-Krasnodar        | 38–29    | 32–22    |
| Frisch Auf Göppingen       | 48–41 | HC Metalurg           | 27–21    | 21–20    |
| RK Gorenje Velenje         | 61–41 | A1 Bregenz            | 32–15    | 29–26    |
| Bjerringbro-Silkeborg      | 49–51 | TV Großwallstadt      | 22–22    | 27–29    |
| TBV Lemgo                  | 55–53 | Beşiktaş JK           | 27–25    | 28–28    |
| Naturhouse La Rioja        | 64–56 | Grundfos Tatabánya KC | 39–26    | 25–30    |

| 2011. február 20. 17:00 | FC Porto/Vitalis            | 26 – 25     | Reale Ademar             | Porto Nézőszám: 1500 Játékvezetők: Kleven, Ramberg (norvégok) |
| 2011. február 20. 17:00 | Oliveira Andrade, Pereira 6 | (14 – 13)   | Aguirrezabalaga Garcia 4 | Porto Nézőszám: 1500 Játékvezetők: Kleven, Ramberg (norvégok) |
| 2011. február 20. 17:00 | 5× 2×                       | Jegyzőkönyv | 4× 2×                    | Porto Nézőszám: 1500 Játékvezetők: Kleven, Ramberg (norvégok) |

| 2011. február 26. 18:00 | Reale Ademar | 33 – 27     | FC Porto/Vitalis | León Nézőszám: 3000 Játékvezetők: Kouz, Zhoba (ukránok) |
| 2011. február 26. 18:00 | Stranovsky 8 | (15 – 13)   | Carmo 6          | León Nézőszám: 3000 Játékvezetők: Kouz, Zhoba (ukránok) |
| 2011. február 26. 18:00 | 3× 3×        | Jegyzőkönyv | 8× 3× 1×         | León Nézőszám: 3000 Játékvezetők: Kouz, Zhoba (ukránok) |

| 2011. február 20. 14:00 | Nordsjælland Handbold | 33 – 26     | GC Amicitia Zürich | Helsinge Nézőszám: 1200 Játékvezetők: Herczeg, Südi (magyarok) |
| 2011. február 20. 14:00 | Slundt 8              | (19 – 13)   | Sidorowiz 10       | Helsinge Nézőszám: 1200 Játékvezetők: Herczeg, Südi (magyarok) |
| 2011. február 20. 14:00 | 2× 3×                 | Jegyzőkönyv | 4× 3×              | Helsinge Nézőszám: 1200 Játékvezetők: Herczeg, Südi (magyarok) |

| 2011. február 27. 15:45 | GC Amicitia Zürich | 23 – 27     | Nordsjælland Handbold | Zürich Nézőszám: 1000 Játékvezetők: Methe, Methe (németek) |
| 2011. február 27. 15:45 | Sidorowiz 6        | (10 – 10)   | Slundt 5              | Zürich Nézőszám: 1000 Játékvezetők: Methe, Methe (németek) |
| 2011. február 27. 15:45 | 4× 2×              | Jegyzőkönyv | 3× 3×                 | Zürich Nézőszám: 1000 Játékvezetők: Methe, Methe (németek) |

| 2011. február 19. 20:00 | Saint Raphael Var Handball | 38 – 29     | SKIF-Krasnodar    | Saint Raphael Nézőszám: 2000 Játékvezetők: Karlubik, Struhar (szlovákok) |
| 2011. február 19. 20:00 | Chaucheteux 8              | (18 – 17)   | Frolov, Myagkov 7 | Saint Raphael Nézőszám: 2000 Játékvezetők: Karlubik, Struhar (szlovákok) |
| 2011. február 19. 20:00 | 5× 2×                      | Jegyzőkönyv | 8× 3×             | Saint Raphael Nézőszám: 2000 Játékvezetők: Karlubik, Struhar (szlovákok) |

| 2011. február 25. 20:00 | SKIF-Krasnodar | 22 – 32     | Saint Raphael Var Handball | Krasznodar Nézőszám: 1500 Játékvezetők: Chaskis, Tsakonas (görögök) |
| 2011. február 25. 20:00 | Dryapochko 8   | (12 – 16)   | Chaucheteux 6              | Krasznodar Nézőszám: 1500 Játékvezetők: Chaskis, Tsakonas (görögök) |
| 2011. február 25. 20:00 | 4× 3×          | Jegyzőkönyv | 3× 3×                      | Krasznodar Nézőszám: 1500 Játékvezetők: Chaskis, Tsakonas (görögök) |

| 2011. február 19. 19:30 | Frisch Auf Göppingen | 27 – 21     | HC Metalurg | Göppingen Nézőszám: 3900 Játékvezetők: Leifsson, Palsson (izlandiak) |
| 2011. február 19. 19:30 | Oprea 9              | (12 – 10)   | Mojsovski 7 | Göppingen Nézőszám: 3900 Játékvezetők: Leifsson, Palsson (izlandiak) |
| 2011. február 19. 19:30 | 4× 3×                | Jegyzőkönyv | 4× 3× 1×    | Göppingen Nézőszám: 3900 Játékvezetők: Leifsson, Palsson (izlandiak) |

| 2011. február 19. 16:30 | RK Gorenje Velenje | 32 – 15     | A1 Bregenz | Velenje Nézőszám: 600 Játékvezetők: Andorka, Hucker (magyarok) |
| 2011. február 19. 16:30 | Golcar, Simic 5    | (16 – 9)    | Watzl 4    | Velenje Nézőszám: 600 Játékvezetők: Andorka, Hucker (magyarok) |
| 2011. február 19. 16:30 | 3× 2×              | Jegyzőkönyv | 4× 3× 1×   | Velenje Nézőszám: 600 Játékvezetők: Andorka, Hucker (magyarok) |

| 2011. február 27. 17:00 | A1 Bregenz       | 26 – 29     | RK Gorenje Velenje | Bregenz Nézőszám: 1000 Játékvezetők: Mata, Lopez (spanyolok) |
| 2011. február 27. 17:00 | Banić, Klopčić 7 | (10 – 12)   | Simic 9            | Bregenz Nézőszám: 1000 Játékvezetők: Mata, Lopez (spanyolok) |
| 2011. február 27. 17:00 | 6× 3×            | Jegyzőkönyv | 5× 3×              | Bregenz Nézőszám: 1000 Játékvezetők: Mata, Lopez (spanyolok) |

| 2011. február 20. 19:00 | Bjerringbro-Silkeborg  | 22 – 22     | TV Großwallstadt | Silkeborg Nézőszám: 1700 Játékvezetők: Zotin, Volodkov (oroszok) |
| 2011. február 20. 19:00 | Kirkegaard, Petersen 6 | (11 – 12)   | Spatz 4          | Silkeborg Nézőszám: 1700 Játékvezetők: Zotin, Volodkov (oroszok) |
| 2011. február 20. 19:00 | 1× 3×                  | Jegyzőkönyv | 3× 3×            | Silkeborg Nézőszám: 1700 Játékvezetők: Zotin, Volodkov (oroszok) |

| 2011. február 26. 19:00 | TV Großwallstadt | 29 – 27     | Bjerringbro-Silkeborg | Elsenfeld Nézőszám: 2700 Játékvezetők: San Jose, Murcia (spanyolok) |
| 2011. február 26. 19:00 | Kneer 11         | (14 – 11)   | Nielsen 7             | Elsenfeld Nézőszám: 2700 Játékvezetők: San Jose, Murcia (spanyolok) |
| 2011. február 26. 19:00 | 3× 3×            | Jegyzőkönyv | 4× 3×                 | Elsenfeld Nézőszám: 2700 Játékvezetők: San Jose, Murcia (spanyolok) |

| 2011. február 19. 19:00 | TBV Lemgo     | 27 – 25     | Beşiktaş JK | Lemgo Nézőszám: 3000 Játékvezetők: Samuelsen, Hansen (feröeriek) |
| 2011. február 19. 19:00 | Theuerkauf 11 | (12 – 11)   | Kosyak 7    | Lemgo Nézőszám: 3000 Játékvezetők: Samuelsen, Hansen (feröeriek) |
| 2011. február 19. 19:00 | 4× 2×         | Jegyzőkönyv | 5× 2×       | Lemgo Nézőszám: 3000 Játékvezetők: Samuelsen, Hansen (feröeriek) |

| 2011. február 26. 19:00 | Beşiktaş JK | 28 – 28     | TBV Lemgo         | Isztambul Nézőszám: 650 Játékvezetők: Nikolovski, Kolevski (macedónok) |
| 2011. február 26. 19:00 | Döne 10     | (11 – 15)   | Hermann, Stobel 6 | Isztambul Nézőszám: 650 Játékvezetők: Nikolovski, Kolevski (macedónok) |
| 2011. február 26. 19:00 | 2× 3×       | Jegyzőkönyv | 4× 3×             | Isztambul Nézőszám: 650 Játékvezetők: Nikolovski, Kolevski (macedónok) |

| 2011. február 19. 20:00 | Naturhouse La Rioja | 39 – 26     | Grundfos Tatabánya KC | Logroño Nézőszám: 2500 Játékvezetők: Johansson, Kliko (svédek) |
| 2011. február 19. 20:00 | Juarez Minguez 10   | (18 – 13)   | Pordán 7              | Logroño Nézőszám: 2500 Játékvezetők: Johansson, Kliko (svédek) |
| 2011. február 19. 20:00 | 4× 2×               | Jegyzőkönyv | 6× 3×                 | Logroño Nézőszám: 2500 Játékvezetők: Johansson, Kliko (svédek) |

| 2011. február 26. 18:00 | Grundfos Tatabánya KC | 30 – 25     | Naturhouse La Rioja | Tatabánya Nézőszám: 1000 Játékvezetők: Jurinović, Mrvica (horvátok) |
| 2011. február 26. 18:00 | Halász 10             | (14 – 13)   | Tioumentsev 5       | Tatabánya Nézőszám: 1000 Játékvezetők: Jurinović, Mrvica (horvátok) |
| 2011. február 26. 18:00 | 3× 3×                 | Jegyzőkönyv | 2× 2×               | Tatabánya Nézőszám: 1000 Játékvezetők: Jurinović, Mrvica (horvátok) |

## Negyeddöntők

### Eredmények
| 1. csapat                  | Össz. | 2. csapat           | 1. mérk. | 2. mérk. |
| -------------------------- | ----- | ------------------- | -------- | -------- |
| Saint Raphael Var Handball | 54–56 | TV Großwallstadt    | 32–31    | 22–25    |
| Frisch Auf Göppingen       | 55–46 | RK Gorenje Velenje  | 33–20    | 22–26    |
| Reale Ademar               | 52–61 | TBV Lemgo           | 27–31    | 25–30    |
| Nordsjælland Handbold      | 60–63 | Naturhouse La Rioja | 31–29    | 29–34    |

| 2011. március 26. 20:00 | Saint Raphael Var Handball | 32 – 31     | TV Großwallstadt | Saint Raphael Nézőszám: 2000 Játékvezetők: Gousko, Repkin (fehéroroszok) |
| 2011. március 26. 20:00 | Caucheteux 9               | (15 – 17)   | Kneer 8          | Saint Raphael Nézőszám: 2000 Játékvezetők: Gousko, Repkin (fehéroroszok) |
| 2011. március 26. 20:00 | 4× 3×                      | Jegyzőkönyv | 4× 3×            | Saint Raphael Nézőszám: 2000 Játékvezetők: Gousko, Repkin (fehéroroszok) |

| 2011. április 3. 17:30 | TV Großwallstadt | 25 – 22     | Saint Raphael Var Handball | Elsenfeld Nézőszám: 2800 Játékvezetők: Mazeika, Gatelis (litvánok) |
| 2011. április 3. 17:30 | Weinhold 8       | (11 – 9)    | Meganem, Tomas, Viudes 4   | Elsenfeld Nézőszám: 2800 Játékvezetők: Mazeika, Gatelis (litvánok) |
| 2011. április 3. 17:30 | 5× 3× 1×         | Jegyzőkönyv | 4× 3×                      | Elsenfeld Nézőszám: 2800 Játékvezetők: Mazeika, Gatelis (litvánok) |

| 2011. március 27. 17:30 | Frisch Auf Göppingen | 33 – 20     | RK Gorenje Velenje | Göppingen Nézőszám: 3200 Játékvezetők: Kleven, Ramberg (norvégok) |
| 2011. március 27. 17:30 | Schöne 10            | (18 – 8)    | Musa 7             | Göppingen Nézőszám: 3200 Játékvezetők: Kleven, Ramberg (norvégok) |
| 2011. március 27. 17:30 | 1× 2×                | Jegyzőkönyv | 3× 3×              | Göppingen Nézőszám: 3200 Játékvezetők: Kleven, Ramberg (norvégok) |

| 2011. április 3. 17:00 | RK Gorenje Velenje | 26 – 22     | Frisch Auf Göppingen | Velenje Nézőszám: 500 Játékvezetők: Mäkinen, Jonsson (svédek) |
| 2011. április 3. 17:00 | Miklavčić 6        | (11 – 10)   | Thiede 6             | Velenje Nézőszám: 500 Játékvezetők: Mäkinen, Jonsson (svédek) |
| 2011. április 3. 17:00 | 3× 3×              | Jegyzőkönyv | 4× 3×                | Velenje Nézőszám: 500 Játékvezetők: Mäkinen, Jonsson (svédek) |

| 2011. március 26. 18:00 | Reale Ademar | 27 – 31     | TBV Lemgo    | León Nézőszám: 4500 Játékvezetők: Cvetko, Kavalar (szlovénok) |
| 2011. március 26. 18:00 | Stranovsky 8 | (13 – 15)   | Theuerkauf 9 | León Nézőszám: 4500 Játékvezetők: Cvetko, Kavalar (szlovénok) |
| 2011. március 26. 18:00 | 3× 3× 1×     | Jegyzőkönyv | 2× 3×        | León Nézőszám: 4500 Játékvezetők: Cvetko, Kavalar (szlovénok) |

| 2011. április 3. 17:00 | TBV Lemgo                     | 30 – 25     | Reale Ademar      | Lemgo Nézőszám: 3000 Játékvezetők: Pandzić, Mosorinski (szerbek) |
| 2011. április 3. 17:00 | Glandorf, Herrmann, Strobel 4 | (14 – 13)   | Montoro Cabello 9 | Lemgo Nézőszám: 3000 Játékvezetők: Pandzić, Mosorinski (szerbek) |
| 2011. április 3. 17:00 | 2× 3×                         | Jegyzőkönyv | 4× 3×             | Lemgo Nézőszám: 3000 Játékvezetők: Pandzić, Mosorinski (szerbek) |

| 2011. március 26. 14:30 | Nordsjælland Handbold | 31 – 29     | Naturhouse La Rioja | Helsinge Nézőszám: 1200 Játékvezetők: Kaveshnikov, Plotnikov (oroszok) |
| 2011. március 26. 14:30 | Bramming, Slundt 8    | (17 – 11)   | Tioumentsev 13      | Helsinge Nézőszám: 1200 Játékvezetők: Kaveshnikov, Plotnikov (oroszok) |
| 2011. március 26. 14:30 | 1× 2×                 | Jegyzőkönyv | 2× 2×               | Helsinge Nézőszám: 1200 Játékvezetők: Kaveshnikov, Plotnikov (oroszok) |

| 2011. április 3. 19:30 | Naturhouse La Rioja | 34 – 29     | Nordsjælland Handbold | Logroño Nézőszám: 3000 Játékvezetők: Bounouara, Sami (franciák) |
| 2011. április 3. 19:30 | Tarazaga 8          | (17 – 14)   | Slundt 8              | Logroño Nézőszám: 3000 Játékvezetők: Bounouara, Sami (franciák) |
| 2011. április 3. 19:30 | 2× 3×               | Jegyzőkönyv | 4× 3×                 | Logroño Nézőszám: 3000 Játékvezetők: Bounouara, Sami (franciák) |

## Elődöntők

### Eredmények
| 1. csapat            | Össz. | 2. csapat           | 1. mérk. | 2. mérk. |
| -------------------- | ----- | ------------------- | -------- | -------- |
| TBV Lemgo            | 49–56 | TV Großwallstadt    | 24–26    | 25–30    |
| Frisch Auf Göppingen | 61–55 | Naturhouse La Rioja | 32–23    | 29–32    |

| 2011. április 23. 16:45 | TBV Lemgo | 24 – 26     | TV Großwallstadt | Lemgo Nézőszám: 3000 Játékvezetők: Bashmak, Frolov (oroszok) |
| 2011. április 23. 16:45 | Liniger 5 | (13 – 15)   | Kneer 7          | Lemgo Nézőszám: 3000 Játékvezetők: Bashmak, Frolov (oroszok) |
| 2011. április 23. 16:45 | 2× 2×     | Jegyzőkönyv | 3× 2×            | Lemgo Nézőszám: 3000 Játékvezetők: Bashmak, Frolov (oroszok) |

| 2011. május 1. 18:00 | TV Großwallstadt | 30 – 25     | TBV Lemgo    | Elsenfeld Nézőszám: 2600 Játékvezetők: Kohout, Novak (csehek) |
| 2011. május 1. 18:00 | Spatz 6          | (15 – 14)   | Theuerkauf 8 | Elsenfeld Nézőszám: 2600 Játékvezetők: Kohout, Novak (csehek) |
| 2011. május 1. 18:00 | 2× 2×            | Jegyzőkönyv | 4× 3×        | Elsenfeld Nézőszám: 2600 Játékvezetők: Kohout, Novak (csehek) |

| 2011. április 23. 19:30 | Frisch Auf Göppingen | 32 – 23     | Naturhouse La Rioja       | Göppingen Nézőszám: 3300 Játékvezetők: Nikolov, Nachevski (macedónok) |
| 2011. április 23. 19:30 | Kaufmann 13          | (13 – 14)   | Juarez Minguez, Praznik 5 | Göppingen Nézőszám: 3300 Játékvezetők: Nikolov, Nachevski (macedónok) |
| 2011. április 23. 19:30 | 6× 3×                | Jegyzőkönyv | 3× 3×                     | Göppingen Nézőszám: 3300 Játékvezetők: Nikolov, Nachevski (macedónok) |

| 2011. május 1. 19:00 | Naturhouse La Rioja | 32 – 29     | Frisch Auf Göppingen | Logroño Nézőszám: 3000 Játékvezetők: Dinu, Din (románok) |
| 2011. május 1. 19:00 | Dujshebaev 6        | (14 – 13)   | Thiede 7             | Logroño Nézőszám: 3000 Játékvezetők: Dinu, Din (románok) |
| 2011. május 1. 19:00 | 1× 3×               | Jegyzőkönyv | 3× 3×                | Logroño Nézőszám: 3000 Játékvezetők: Dinu, Din (románok) |

## Döntő

### Eredmények
| 1. csapat            | Össz. | 2. csapat        | 1. mérk. | 2. mérk. |
| -------------------- | ----- | ---------------- | -------- | -------- |
| Frisch Auf Göppingen | 53–47 | TV Großwallstadt | 23–21    | 30–26    |

| 2011. május 15. 19:15 | Frisch Auf Göppingen | 23 – 21     | TV Großwallstadt | Göppingen Nézőszám: 5000 Játékvezetők: Nybo, Poulsen (dánok) |
| 2011. május 15. 19:15 | Kaufmann 8           | (13 – 8)    | Spatz 5          | Göppingen Nézőszám: 5000 Játékvezetők: Nybo, Poulsen (dánok) |
| 2011. május 15. 19:15 | 4× 3×                | Jegyzőkönyv | 5× 3×            | Göppingen Nézőszám: 5000 Játékvezetők: Nybo, Poulsen (dánok) |

| 2011. május 21. 17:45 | TV Großwallstadt | 26 – 30     | Frisch Auf Göppingen | Elsenfeld Nézőszám: 2600 Játékvezetők: Andersen, Sodal (norvégok) |
| 2011. május 21. 17:45 | Kneer 6          | (9 – 15)    | Kaufmann 7           | Elsenfeld Nézőszám: 2600 Játékvezetők: Andersen, Sodal (norvégok) |
| 2011. május 21. 17:45 | 4× 3×            | Jegyzőkönyv | 5× 2×                | Elsenfeld Nézőszám: 2600 Játékvezetők: Andersen, Sodal (norvégok) |

## Győztes
| A 2010–2011-es férfi kézilabda EHF-kupa győztese |
| ------------------------------------------------ |
| Frisch Auf Göppingen 1. cím                      |